# HFM1
HFM1 је ген који је код људи кодира протеин неопходан за хомологна  рекомбинацију хромозома. Биалелне мутације гена HFM1 узрокују рецесивни  примарну инсуфицијенцију јајника.